# Bundesautobahn 226
De Bundesautobahn 226 (kortweg A226) is een korte Duitse autosnelweg ten noorden van Lübeck. De A226 verbindt de A1 bij Bad Schwartau met de B75 bij Lübeck-Siems. Deze loopt daarna verder naar Travemünde. De toerit van de aansluiting Siems richting Lübeck mondt uit in de Herrentunnel, waarvoor tol moet worden betaald.
Bij het Dreieck Bad Schwartau is het niet mogelijk om van de A226 direct op de A1 richting het noorden te geraken (en omgekeerd geldt hetzelfde). Om vanaf de A226 de A1 richting het noorden te volgen moet de autosnelweg bij de aansluiting Lübeck-Dänischburg verlaten worden, om via het onderliggende wegennet bij de aansluiting Sereetz te komen en vanaf daar kan de A1 richting het noorden gevolgd worden.